# Cape Tribulation

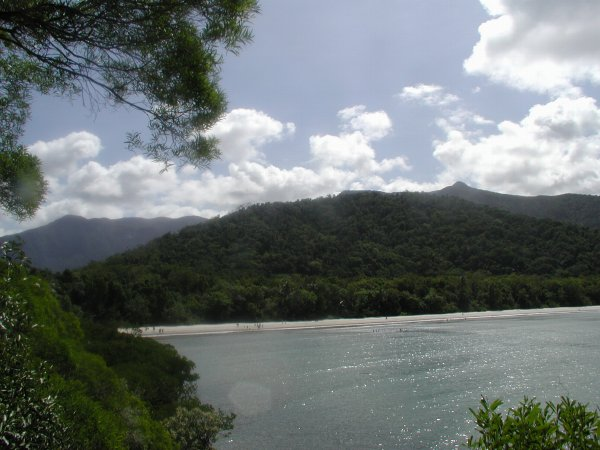
Blick vom Cape Tribulation

Cape Tribulation (englisch: „Kap der Trübsal“) ist eine Landzunge an der Ostküste Australiens. Sie befindet sich ca. 45 km nördlich von Port Douglas und 110 km nördlich von Cairns in Queensland. Dort stoßen Regenwald und Great Barrier Reef unmittelbar aufeinander. 
Der Name leitet sich von der Tatsache ab, dass James Cook auf seiner ersten Südseereise (1768–1771) dort mit seinem Schiff auf Grund lief und die Weiterreise deswegen zunächst aussichtslos erschien. Erst nach einmonatigen Reparaturarbeiten konnte er seine Reise fortsetzen.
In der dortigen Siedlung leben etwa 150 Einwohner. Der Ort ist in der Regel mit einem normalen Auto zu erreichen. Der Weg führt mit einer Fähre über den Daintree River. Der Ort selbst besteht aus mehreren Resorts bzw. Unterkünften sowie einigen Restaurants. Nördlich vom Kap liegt Cooktown, das von dort nur mit einem Allrad-Fahrzeug erreicht werden kann.
Cape Tribulation gehört zum UNESCO-Welterbe der Wet Tropics of Queensland.
Koordinaten: 16° 4′ 37″ S, 145° 28′ 27″ O